# Rock River
Rock River är en småstad i Albany County i delstaten Wyoming i USA, med 245 invånare vid 2010 års folkräkning. 

## Geografi
Staden ligger på norra sidan av vattendraget Rock Creek vid U.S. Route 30 mellan Medicine Bow och Laramie.

## Historia
Rock Rivers föregångare, den lilla järnvägsstaden Rock Creek, Wyoming, grundades på 1860-talet vid vattendraget Rock Creek nordost om stadens nuvarande plats, där Union Pacific byggde en bro och en station på den första transamerikanska järnvägen. Stationen flyttades till nuvarande Rock Rivers plats 1898 när Union Pacific drog om huvudlinjens sträckning mellan Laramie och Medicine Bow. Eftersom postkontoret i Rock Creek fortsatte vara i bruk även under de första åren efter linjens omdragning, kunde dock inte namnet Rock Creek återanvändas, och den nya staden döptes därför till Rock River 1901. Rock Creek såldes av järnvägen och blev snart en spökstad, medan Rock River blomstrade upp. Under stadens första år var jordbruk och boskapsuppfödning viktiga näringar i trakten. När olja hittades vid närbelägna McFadden 1919 genomgick staden en kort oljeboom, och hade omkring 1 500 invånare 1922, men när raffinaderiet och pipelinens ände istället förlades till närbelägna Laramie kom stadens befolkning därefter att avta. Den första transamerikanska federala vägen, Lincoln Highway, drogs genom staden i början av 1910-talet och utgör idag U.S. Route 30.